# Tsjeninstskali (Ochamchire)
Tsjeninstskali (en georgiano: ცხენისწყალი; en abjasio: Цхьенҵҟар, romanizado: Tsjentskar) o Chabirjua (en abjasio: Чабырхәа) es una aldea que pertenece a la parcialmente reconocida República de Abjasia, dentro del distrito de Ochamchire, aunque de iure es parte del municipio de Ochamchire de la República Autónoma de Abjasia de Georgia.

## Toponimia
La aldea se conocía anteriormente con los nombres de Jvapsi (en georgiano: ხვაფსი) o Jetskuara (en georgiano: ხეცკუარა).

## Geografía
Tsjeninstskali se encuentra en la llanura del Mar Negro, a 12 km de Ochamchire. Las aldea se administra desde el pueblo de Kochara.  

## Historia
Los arqueólogos descubrieron un asentamiento de los siglos VIII-VI a. C. También se conservan los restos de una iglesia medieval.